# Simone Tetsche Christensen
Simone Tetsche Christensen (født 10. februar 1994 i Bjerringbro) er en dansk forhenværende BMX cykelrytter.
Det foreløbige højdepunkt på karrieren kom da hun blev udtaget til at deltage i de olympiske lege i 2016 i Rio de Janeiro i Brasilien. Det store gennembrud på seniorplan kom i juli 2014, hvor Simone Tetsche Christensen vandt en bronzemedalje ved europamesterskaberne i BMX i Roskilde. Året efter i 2015 var det hidtil bedste, hvor hun vandt medaljer ved tre af de helt store mesterskaber og alt sammen indenfor én måned. Det startede 28. juni 2015 ved de første European Games i Baku i Aserbajdsjan, hvor Simone Tetsche Christensen vandt guld. 14 dage senere blev der afholdt de europæiske mesterskaber i Erp i Holland og her blev Simone Tetsche Christensen nummer to og vandt derved sølvmedaljen. 25. juli 2015 var det så kommet til verdensmesterskabet i Zolder i Belgien. Her vandt Simone Tetsche Christensen bronzemedaljen og afsluttede således en meget succesfuld måned.
Simone Tetsche Christensens kvalifikation til de olympiske lege 2016 var lige ved at glippe, da hun brækkede kravebenet få uger før verdensmesterskabet i Columbia i maj 2016. Hun kunne således ikke deltage ved mesterskabet og fik derfor ingen kvalifikationspoints. Men de øvrige resultater flaskede sig på en sådan måde at hun netop blev kvalificeret. 

I 2015 blev Simone Tetsche Christensens kåret som årets fund af Danmarks Idrætsforbund, Team Danmark og Politiken.
Efter hun stoppede karriere som cykelrytter, forsatte hun sit medicinstudie.